# Idomeneo

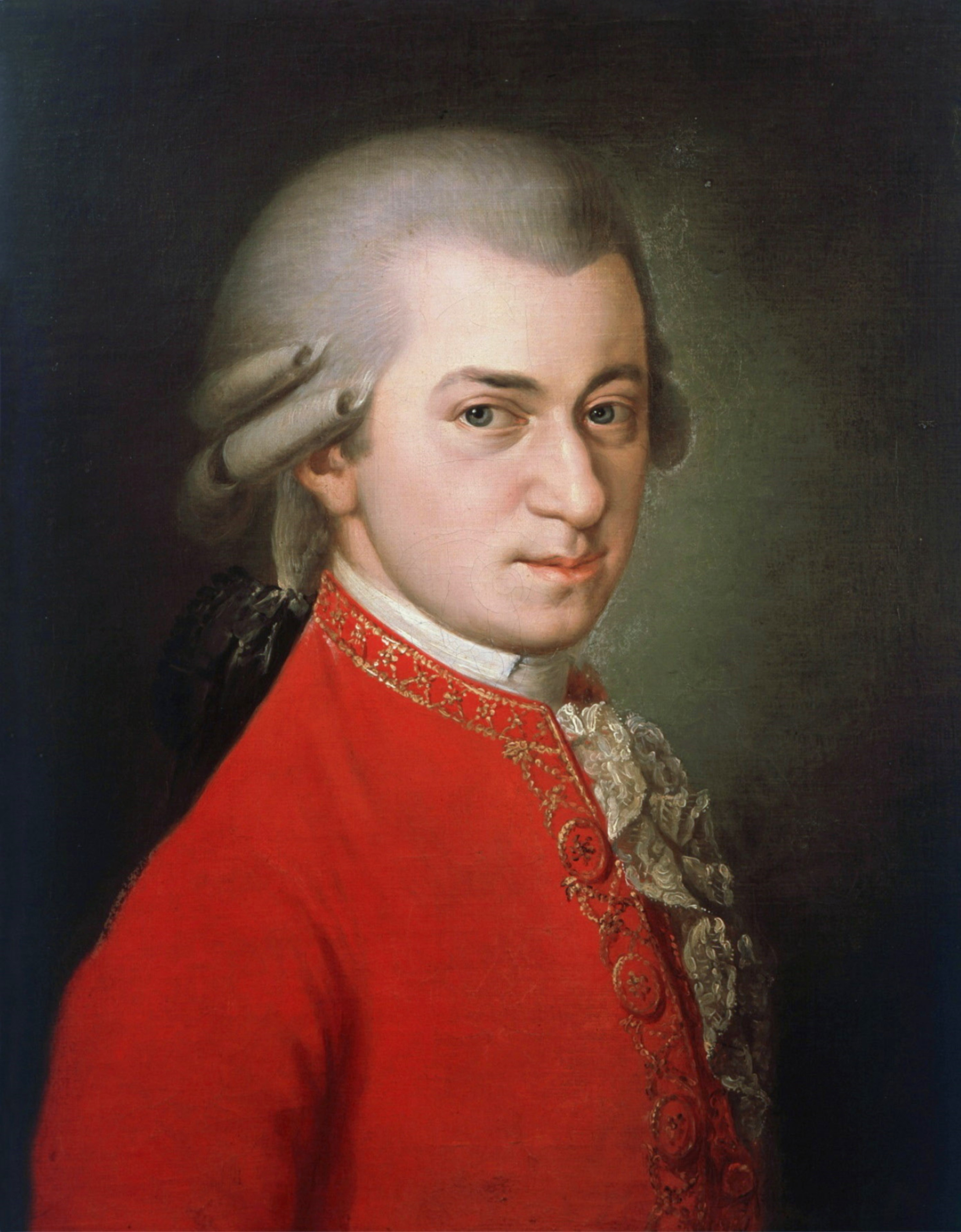
Wolfgang Amadeus Mozart

Idomeneo (italienska: Idomenio, re di Creta, ossia Ilia e Idamante), (K. 366) är en opera i tre akter på italienska med musik av Wolfgang Amadeus Mozart. Librettot av Giambattista Varesco bygger på en fransk text av Antoine Danchet, som hade tonsatts av André Campra som Idoménée 1712.

## Bakgrund
En litterär källa till Idomeneo är François Fénelons roman, där Idomenée dödar sin son. Prosper Jolyot de Crébillon tillfogade motivet till handlingen: kärleksrivalitet. Crébillons drama från 1705 användes som förlaga till den första tonsatta versionen, Idomenée, ett tragédie-lyriqe-verk av Antoine Danchet med musik av André Campra från 1712. Danchets libretto tjänade som förlaga för Mozarts librettist Varesco. Han rensade bort de dubbla kärlekstrådarna (Ilila älskades nu endast av tronföljaren), förenklade intrigen (av tre förtrogna återstod nu endast Arbace) och reducerade antalet gudar.

## Historia

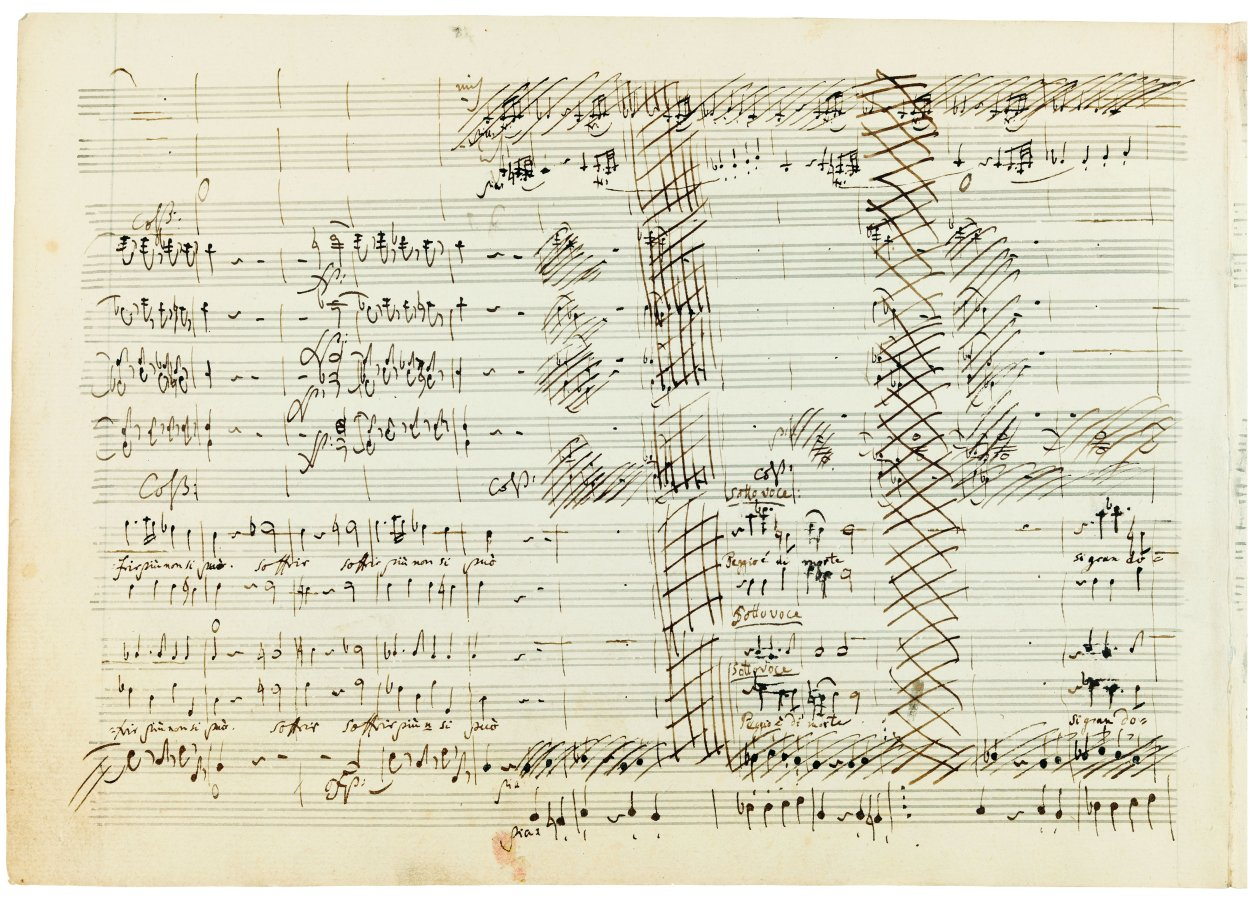
Detalj ur Mozarts originalpartitur för Idomeneo.

Idomeneo var ett beställningsverk för München, där den musikkunnige kurfursten Karl Theodor härskade. Om Mozart dittills inte hade haft någon möjlighet att påverka beställningsverkens innehåll och form, så erbjöd sig för första gången en möjlighet till detta år 1780. Mozarts far, som fungerade som mellanhand, lyckads förmå librettisten Varesco till vissa ändringar.
Från sitt förra residens i Mannheim hade kurfursten fört med sig en stor del av sin berömda orkester och några av de bästa sångarna. Mozart fick tillgång till dessa musiker och orkesterns klangkultur, exakta artikulation och frasering påverkade operans helhetskoncept. Mozart var god vän med orkesterledaren Christian Cannabich, medan flöjtisten Wendig och oboisten Camm lovordades av många samtida tonsättare, vilket påverkade utformningen av orkesterstämmorna. Från Mannheim kände Mozart även de båda systrarna Wendling, Dorothea och Elisabeth, som skulle sjunga Ilias och Elettras partier. Tyvärr fanns ingen bas eller baryton i München som lämpade sig för rollen som Idomeneo, så Mozart skrev den för tenoren Anton Raaff och lät Idamante sjungas av en soprankastrat. Inför en privat föreställning i Palais Auersperg i Wien 1786 transponerade Mozart Idamantes parti för tenor, så som partiet brukar sjungas idag, och lade till en duett för Ilia och Idamante och den berömda scenen och rondot med obligat violin "Non temer, amato bene" för Idamante.
Idomeneo har bearbetats av bland andra Richard Strauss och Ermanno Wolf-Ferrari men har aldrig kunnat hävda sig vid sidan av Mozarts övriga mästerverk.
Operan uruppfördes på Hoftheater i München den 29 januari 1781 men har aldrig fått någon varaktig plats på repertoaren. Den svenska premiären ägde rum på Stockholmsoperan den 10 januari 1957.

## Personer
- Idomeneo, kung av Kreta (Tenor)
- Idamante, hans son (Sopran eller tenor)
- Elettra/Elektra, Agamemnons dotter (Sopran)
- Ilia, trojansk prinsessa och Priamos dotter (Sopran)
- Arbace, Idomeneos vän (Tenor)
- Nettunos/Neptuns överstepräst (Tenor)
- La Voce/Oraklets röst (Bas)

## Handling
Operan utspelar sig efter det trojanska kriget på Kreta.

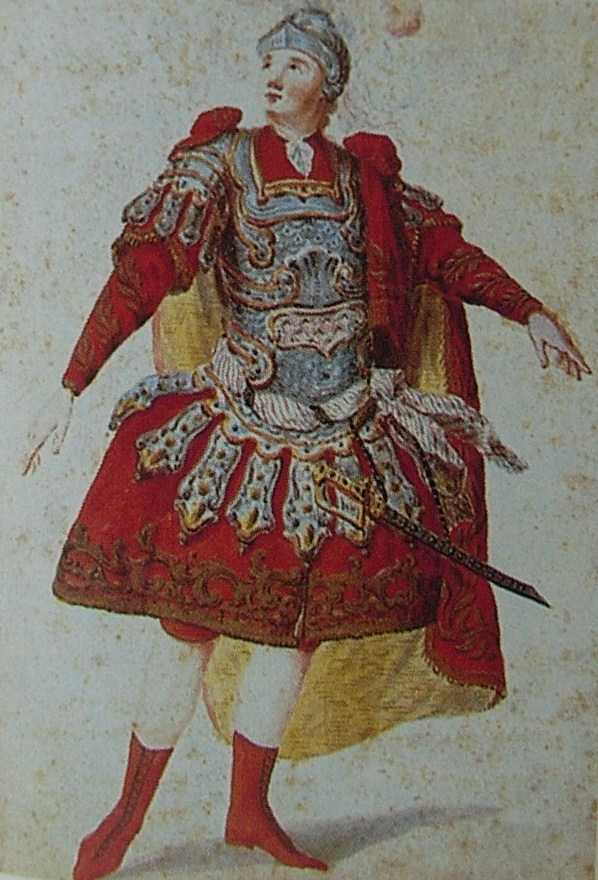
Anton Raaff i titelrollen vid urpremiären.

### Akt I
Den kretensiske kungasonen Idamante brinner av lidelse till den tillfångatagna trojanska Ilia. Ilia älskar Idamante, men döljer sina känslor eftersom plikten bjuder henne att hata fiendesonen. Av kärlek till Ilia skänker Idamante de fångna trojanerna friheten. Kretensarna och de frigivna trojanerna ser handlingen som ett tecken på försoning och fred, men inte Elettra. Hon älskar Idamante och vredens och hämndens furier rasar i hennes hjärta. Idomeneos flotta råkar utanför Kretas kust ut för en storm. I dödsångest lovar kungen havsguden att offra den förste han möter på sitt hemlands strand. Det blir hans son Idamante. Idomeneo förtiger sitt löfte inför sonen och folket, och söker efter ett sätt att slippa hålla det. Han får därigenom allt djupare skuldkänslor. Guden försöker tvinga kungen att hålla sitt löfte genom att utsätta kretensarna för fruktansvärda hemsökelser. Kungens rådgivare Arbace råder honom att sända bort den hotade sonen från ön. Denne skall tillsammans med Elettra resa med ett skepp till Argos. Elettra fylls av hopp. Havet är stilla och lugnt. Men Nettuno låter ingen fly från ön. Han sänder stormar och ett vidunder. Folket undrar vem som har uppväckt gudens vrede. Kungen erbjuder sig själv som offer, men guden vägrar att köpslå med honom. Vidundret fortsätter att sprida förödelse.

### Akt II
Inför den tigande brisen bekänner Ilia sin kärlek till Idamante. När denne kommer för att ta avsked av henne för att dra ut i kamp mot vidundret, låter hon honom veta att hon älskar honom. Översteprästen och folket fordrar att kungen skall visa sig värdig sitt ämbete och göra slut på fasorna. Kungen bekänner löftet som han har gett Nettuno. Idamante är beredd till offerdöden. Men när Idomeneo höjer offerbilan erbjuder sig Ilia att låta sig offras istället för den älskade Idamante. En orakelröst griper in och befaller Idomeneo att överlämna regeringsmakten till sonen Idamante och att förmäla den  nye kungen med trojanskan. Därmed krossas slutgiltigt Elettras förhoppningar. Hon vänder sig från de levande och beger sig till de oföronliga skuggornas rike. Folket hyllar Amor och Juno, kärlekens och äktenskapets gudomar.

## Berömda arior
- Akt 1. Padre, germani, addio (Ilia).
- Akt 2. Non temer, amato bene (Idamante); Se il padre perdei (Ilia); Furor del mar ho un mar in seno (Idomeneo).
- Akt 3. Zeffiretti lusinghieri (Ilia); Torna la pace al core (Idomenico).

## Kuriosa
Marschen Odo da lunge armonioso suono har många likheter med Ecco del marcia ur Figaros bröllop.

## Inspelningar (urval)
- Idomeneo. Richard Lewis, Ryland Davies, Leo Goeke, Bizena Betley, Josephine Barstow, Alexander Oliver, John Fryatt, Dennis Wicks. Glyndebourne Choir. London Philharmonic Orchestra. John Pritchard, dirigent. Arthaus DVD 101 079.
- Idomeneo. Rolfe Johnson, Anne Sofie von Otter, Sylvia McNair. Monteverdi Choir. English Baroque Soloists. Gardiner, dirigent. DG 431 6742. 3 cd.[2]